# Теодор Сведберг
Теодор Сведберг (швед. Theodor Svedberg; 30. август 1884 — 25. фебруар 1971) био је шведски хемичар, добитник Нобелове награде за хемију за истраживање о колоидима.